# 内川 (石川県)
内川（うちかわ）は、石川県金沢市を流れる犀川水系の二級河川。

## 地理
石川県金沢市の無住地区である菊水町で東谷川と西ノ谷川が合流して内川となる。内川ダムより下流域の中戸町・山川町境で犀川と合流する。
中流には、県が管理する内川ダムがあり、治水や発電に利用されている。

## 支流
- 東谷川
- 西ノ谷川
- 西谷川

## 流域の自治体
石川県
金沢市